# 日本水電
日本水電株式会社（にっぽんすいでんかぶしきがいしゃ）は、大正から昭和戦前期にかけて存在した日本の電力会社である。九州電力送配電管内にかつて存在した事業者の一つ。
日本窒素肥料（後のチッソ）を親会社とする日窒コンツェルンの一員。1918年（大正7年）に設立され、鹿児島県への電気供給の一翼を担った。本社は鹿児島市。1942年（昭和17年）、配電統制令により九州電力の前身九州配電に事業を出資して解散した。
兼業としてガス供給事業を鹿児島市内で営んでいた。こちらは1941年（昭和16年）に日本ガスへと分離されている。

## 沿革

### 設立と発電所建設

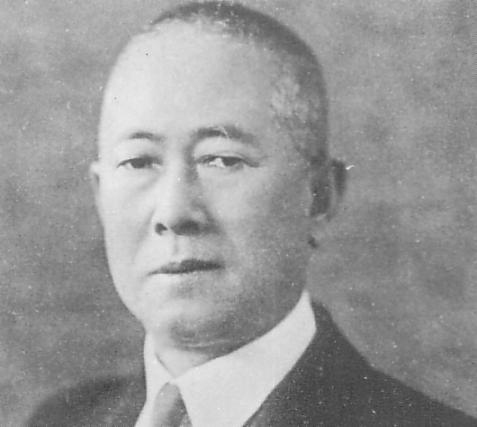
1922年より社長を務めた野口遵

日本水電株式会社は、鹿児島県を流れる川内川（せんだいがわ）に水力発電所を建設し化学工業を起こす目的で発起され、1918年（大正7年）11月5日に創立総会が開かれて発足した。資本金は200万円。役員には鹿児島の有力者が就いており、初代社長は松方乙彦（松方正義の八男）であった。当初本社は東京市麹町区（現・東京都千代田区）に置かれた。
会社の設立は済ませたものの、第一次世界大戦後の戦後恐慌で資金が集まらなくなり、発電所の着工は不可能となった。このことから日本水電は同じ川内川に水力発電所（曽木発電所）を持つ化学メーカー日本窒素肥料（後のチッソ）に支援を要請し、1922年（大正11年）10月に減資ならびに増資を実施して資本金を300万円とし、日本窒素肥料へ優先株3万2,000株を交付した。この結果同社は日本水電の全株式6万株の過半数を押さえて経営権を掌握、専務の野口遵が日本水電に社長として乗り込んだ。
日本窒素肥料傘下の新体制となった日本水電は川内川の鶴田発電所建設に着手。1924年（大正13年）11月、同発電所は出力4,384キロワットで運転を開始した。

### 事業統合の推進
鶴田発電所完成前の1924年2月10日付で南九州水力電気を合併したのを皮切りに、同年6月高隈電気の設備一切を競落して継承、1926年（大正15年）2月28日川内川電気を合併、1927年（昭和2年）12月1日万瀬水力電気を合併、という具合に日本水電は相次いで周辺電気事業を統合し、鹿児島県の北西部から南部にかけて供給区域を拡大、九州における中規模電気事業者へと発展した。
南九州水力電気株式会社
1920年（大正9年）7月、肝属電気・国分電気・薩隅電気の3社が合併し成立。資本金は260万円で、鹿児島市内に本社を構えた。
- 肝属電気株式会社は肝属郡鹿屋町（現・鹿屋市）の会社で、1916年（大正5年）4月に設立。まず南隅電灯・花岡電灯の2社を合併し（1916年3月認可）、次いで鹿屋電灯（1917年7月認可）と大根占電灯（同年11月認可）を合併して、鹿屋町を中心に肝属郡の13町村と囎唹郡の1村に供給区域を持った。
- 国分電気株式会社は姶良郡国分村（現・霧島市）の会社で、1911年（明治44年）12月に設立。1913年（大正2年）3月に開業し、国分村など姶良郡の7村に供給した。
- 薩隅電気株式会社は姶良郡栗野村（現・湧水町）の会社で、1918年6月に設立。同年12月に開業し、姶良郡の3村と伊佐郡の6町村に供給した。

1923年11月末時点における南九州水力電気の供給区域は肝属郡13町村・囎唹郡1村・姶良郡10村・伊佐郡7町村からなり、電灯供給は灯数4万9,833灯（ほかに臨時灯あり）、電力供給は小口1,135馬力、大口2,500キロワット（鹿児島電気軌道へ1,500キロワット、日本水電へ1,000キロワット）という供給成績であった。発電所は水力3か所（出力計4,100キロワット）およびガス力1か所（出力15キロワット）を擁していた。
高隈電気株式会社
鹿児島市内の会社で、1920年12月に設立。高隈川に水力発電所を建設し東桜島村ほか7村に供給したが、小規模事業のため多額の負債を抱え、その設備一切を日本水電が競落し引き継いだ。
川内川電気株式会社
薩摩郡隈之城村（現・薩摩川内市）の会社で、1910年（明治43年）3月に設立。1918年7月の社名変更までは「川内電気」と称した。1911年12月に開業し、1920年1月に串木野電灯を合併、次いで1924年（大正13年）6月に出水電気を合併し、資本金260万円の会社となった。
1926年2月末時点における供給区域は薩摩郡20町村・日置郡2村・出水郡6町村からなり、電灯供給は定額電灯が5万353灯、従量電灯が7,961灯、電力供給は小口680馬力、大口700キロワット（三井串木野鉱業所への供給）という供給成績であった。発電所は川内川水系に2か所（出力計1,700キロワット）存在したが、供給力不足のため日本水電などから受電していた。
万瀬水力電気株式会社
川辺郡加世田町（現・南さつま市）の会社で、1912年（大正元年）8月に設立。1914年（大正3年）2月に開業し、同年7月指宿電気より、次いで1916年9月枕崎電灯よりそれぞれ事業を買収して川辺郡のほか日置郡・揖宿郡に供給した。1927年の時点での電灯数は4万8,003灯で、日本水電・鹿児島電気に次ぐ鹿児島県第3位の電気事業者であった。日本水電との合併時点の資本金は100万円。
この間、南九州水力電気の合併に伴い同社本社建物を引き継ぎ鹿児島市内に本社を移転している。また同社の合併で資本金は300万円から560万円に増加した。その後1924年12月に100万円の減資を実施するが、川内川電気の合併で824万円に増資し、さらに万瀬水力電気の合併で資本金は974万円となっている。
上記の4社以外にも、日本水電は1925年（大正14年）に都城電気との合併を発表した。同社は1910年7月に開業した電気事業者で、当時宮崎県都城市を中心に同県北諸県郡と、県境をまたいで鹿児島県囎唹郡の7町村に供給していた。しかし都城市による市営化問題が浮上して合併は成立せず、翌1926年（大正15年）に日本水電ではなく熊本県の球磨川電気が都城電気を合併し、1927年（昭和2年）に市域の事業を買収して都城市営電気供給事業が成立した。

### ガス事業の兼営

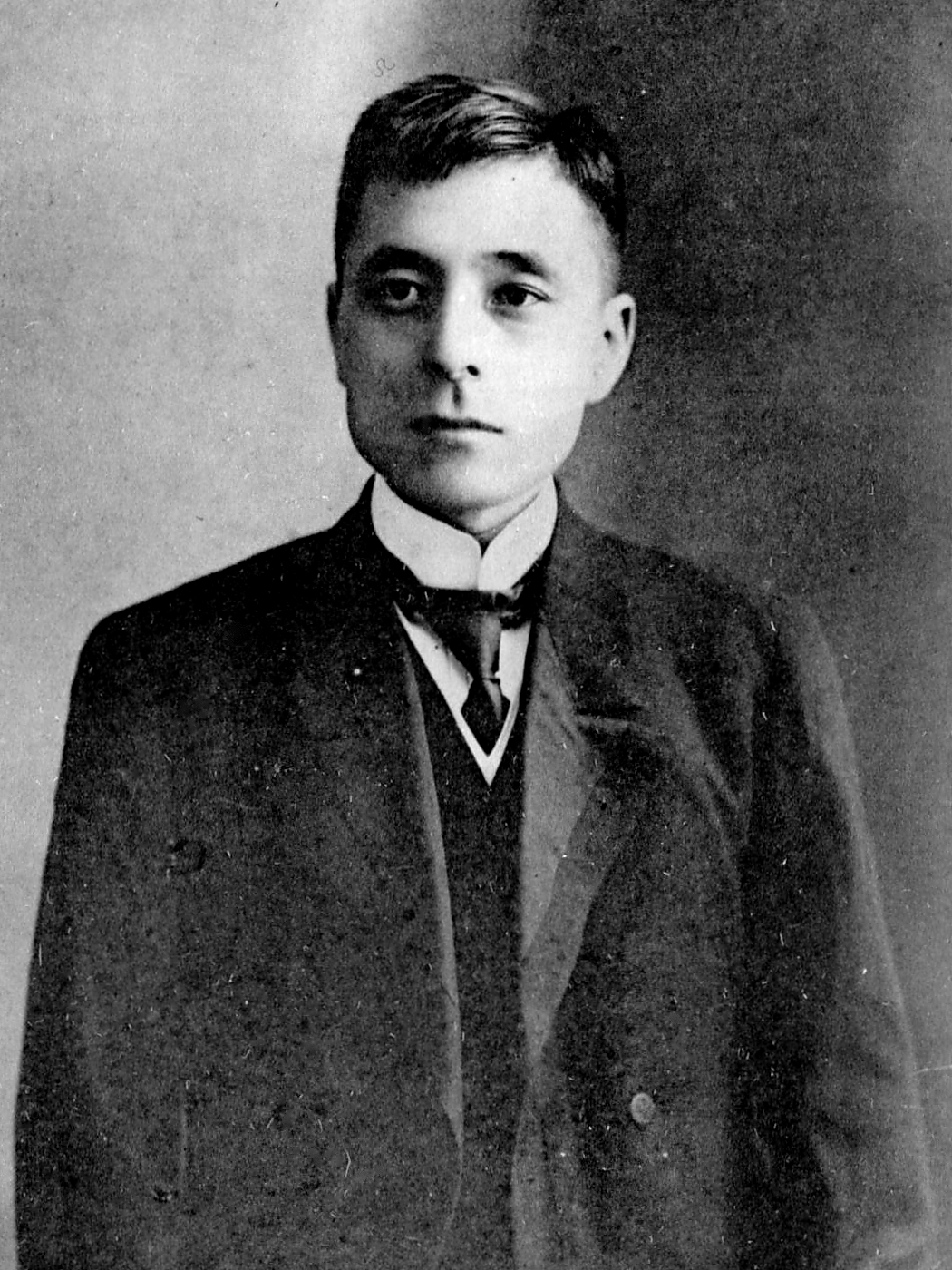
鹿児島瓦斯初代社長福澤桃介

鹿児島県内に供給区域を広げた日本水電であったが、鹿児島市とその周辺は1898年（明治31年）に開業した鹿児島電気の供給区域であり、日本水電は進出できなかった。この鹿児島電気は大正末期の一時期経営が悪化し、熊本市の熊本電気の傘下に入るが、並行して日本水電も株式の買収を進めた。日本水電が鹿児島電気の株式を保有していたのはごく短期間であったが、その間の1928年（昭和3年）5月に日本水電は鹿児島電気より鹿児島市内におけるガス供給事業を買収した。こうして日本水電は鹿児島電気に代わり電気・ガス兼営となった。
鹿児島市においてガス事業が計画されたのは1909年（明治42年）のことで、翌1910年3月に県より事業許可が下り、同年7月10日に資本金50万円で鹿児島瓦斯株式会社（鹿児島ガス）の設立に至った。福澤桃介率いる日本瓦斯（1910 - 1925年）が半数の株式を持っており、初代社長には福澤が就いた。1913年8月、鹿児島瓦斯を含む九州・中国地方のガス会社10社が合併し西部合同瓦斯（西部ガスの前身）が発足する。こうして鹿児島のガス事業は西部合同瓦斯による経営となったものの、第一次世界大戦中に原料石炭価格高騰によって全国のガス事業が経営難になった際、とくに産炭地から離れた鹿児島のガス事業は採算が悪化してしまう。西部合同瓦斯では廃業を検討するが、鹿児島電気が熱用需要を見込んで買収することとなり、1917年（大正6年）12月に事業譲渡契約を締結した。この事業がさらに譲渡されて日本水電へ回ってきたのである。
ガスの需要は鹿児島電気時代にガス灯の衰退に伴って大きく減退し、少ない時期には需要家数が100戸余りにまで減少するが、日本水電が引き継いで積極的に熱用需要を開拓した結果需要家数は2,000戸を超えた。とはいえ鹿児島は山林が多い土地柄、薪炭が豊富かつ安価であるため、家庭におけるガスの利用は低調で普及のペースはゆっくりとしたものであったという。1934年（昭和9年）5月末時点でのガス需要家数は2,569戸で、電灯需要家（11万9,634戸）の2パーセントと小さい。その後1941年（昭和16年）になって需要家数は5,000戸を超えるに至った。
ガス事業では鹿児島市内における直営事業のほか、傘下に静岡瓦斯（静岡県）・清水瓦斯（同）・奈良瓦斯（奈良県）・唐津瓦斯（佐賀県）・宮崎瓦斯（宮崎県）・延岡瓦斯（同）・都城瓦斯（同）という7つのガス事業者を抱えていた。

### 電力国家管理と解散
1927年の万瀬水力電気合併以後、昭和恐慌の影響を受けて農村不況が長期化したことから、日本水電の電灯・電力需要は停頓した。増加傾向に転じるのは1935年（昭和10年）ごろからで、1938年（昭和13年）下期には電灯数が23万9,374灯、小口電力供給が1万417馬力（約7,662キロワット）、電熱その他の供給が678キロワットとなった。大口電力供給については産金業の活性化で一足先に1934年上期から著しく増加し、1938年下期には1万9,795キロワットまで増加した。主な供給先として、親会社日本窒素肥料（1万キロワット）、三井鉱山（2,300キロワット）、鹿児島電気（1,840キロワット）、鯛生産業（1,600キロワット）、薩摩興業（1,300キロワット）が挙げられる。またこの間の1936年（昭和11年）5月、資本金を2000万円へ増資している。
日中戦争開戦後の1938年（昭和13年）、政府が新設の国策会社日本発送電を通じて全国の発電・送電を管理するという電力の国家管理を規定した「電力管理法」が成立し、全国の電気事業者から主要な火力発電設備・送電設備・変電設備を出資させて翌1939年（昭和14年）4月に日本発送電が発足した（第1次電力国家管理）。出資者は33事業者に及んだが、これに日本水電は含まれていない。次いで1941年（昭和16年）4月に電力管理法施行令が改正され、翌1942年（昭和17年）4月までに出力5,000キロワット超の水力発電設備も各事業者から日本発送電へ出資された（第2次電力国家管理）。ここでも日本水電は出資者に含まれておらず、日本水電から日本発送電へ移管された設備はない。
しかし第2次国家管理は配電統制にも及んでおり、1941年8月に「配電統制令」が施行され、全国を9ブロックに分割し地区ごとに国策配電会社を新設、これに既存配電事業を統合することとなった。九州地方では九州7県に沖縄県を加えた地域の配電事業を九州配電株式会社に統合する方針とされ、日本水電と九州電気（旧・熊本電気）・九州水力電気・東邦電力の4社が統合に参加するよう当局から命令をうけた。日本水電が命令されたのは、鶴田発電所をはじめとする発電所15か所、送電線45路線、変電所23か所、それに区域内の配電設備・需要者屋内設備・営業設備一切の出資である（受命後に発電所が1か所完成している）。
国主導の事業再編が進む最中の1939年12月、日本水電は小規模事業者の笠沙電気株式会社（旧・西加世田水電）より事業を譲り受けていた。笠沙電気は川辺郡笠沙村片浦（現・南さつま市）にあった会社で、1920年（大正9年）9月に設立。資本金は12万円で、日本水電常務の上野喜左衛門が同社社長を務めた。事業は小規模で1938年下期時点の同社電灯数は3,125灯、電力・電熱供給は50キロワットに満たない。次いで1941年6月、株主総会で古仁屋水電株式会社から営業・財産の一切を譲り受けると決定した。同社は離島部の大島郡古仁屋町（現・瀬戸内町）にあった小事業者で、日本水電専務の井上多助が社長であった。ただし古仁屋水電の統合は実施されていない。さらに配電統制令公布後の同年9月1日、兼営のガス事業を新設の日本瓦斯株式会社（日本ガス）へと分離し、事業譲渡を完了している。
1942年4月1日、九州配電をはじめ全国9つの配電会社が発足する。九州配電への出資評価額は2058万5420円で、債務承継額を控除した1541万996円19銭分の対価として九州配電額面50円払込済み株式30万8219株と現金46円19銭が割り当てられた。電気供給事業設備を出資し終えた日本水電は、その直後、4月30日付で解散した。解散時の社長は野口遵。専務を務めた井上は九州配電監事（監査役に相当）、常務を務めた上野は同理事（取締役に相当）へそれぞれ転じた。

### 年表
- 1918年（大正7年）
  - 11月5日 - 日本水電株式会社設立。
- 1922年（大正11年）
  - 10月 - 日本窒素肥料の傘下に入る。
  - 11月28日 - 野口遵が社長に就任[33]。
- 1924年（大正13年）
  - 2月10日 - 南九州水力電気株式会社を合併。
  - 6月 - 高隈電気株式会社より事業を譲り受ける。
  - 11月 - 鶴田発電所運転開始。
- 1926年（大正15年）
  - 2月28日 - 川内川電気株式会社を合併。
- 1927年（昭和2年）
  - 12月1日 - 万瀬水力電気株式会社を合併。
- 1928年（昭和3年）
  - 5月 - 鹿児島電気より鹿児島市内におけるガス事業を買収。電気・ガス兼営に。
- 1939年（昭和16年）
  - 12月 - 笠沙電気株式会社より事業を譲り受ける。
- 1941年（昭和16年）
  - 9月1日 - 日本瓦斯株式会社（日本ガス）へガス事業を譲渡。
- 1942年（昭和17年）
  - 4月1日 - 電気供給事業設備を九州配電株式会社へ出資。
  - 4月30日 - 会社解散。

## 供給区域

### 電気
1938年（昭和13年）12月末時点における、日本水電および翌年統合の笠沙電気の電灯・電力供給区域は以下の通り。
| 日本水電 電灯・電力供給区域 | 日本水電 電灯・電力供給区域 |
| --------------------------- | --- |
| 肝属郡                      | 全町村（現・鹿屋市・垂水市・錦江町・南大隅町・肝付町・東串良町） |
| 鹿児島郡                    | 東桜島村・西桜島村（現・鹿児島市） |
| 囎唹郡                      | 市成村（現・鹿屋市）、 大崎町、野方村（現・大崎町・曽於市・志布志市）、 岩川町（大字中之内の一部に限る）・恒吉村（現・曽於市）、 西志布志村（野方村地内飛地に限る）（現・志布志市） |
| 姶良郡                      | 国分町・清水村（上郡田の一部を除く）・東国分村・敷根村・福山町・隼人町・日当山村・溝辺村・横川村（現・霧島市）、 栗野町（現・湧水町） |
| 伊佐郡                      | 全町村（現・伊佐市） |
| 出水郡                      | 全町村（現・出水市・阿久根市・長島町）、ただし一部の離島（獅子島・伊唐島など）を除く |
| 薩摩郡                      | 川内町・水引村・高江村・永利村・高城村・下東郷村・上東郷村・樋脇村・入来村（大字浦之名の一部を除く）・藺牟田村（大字藺牟田の一部に限る）・黒木村（現・薩摩川内市）、大村（現・薩摩川内市・さつま町）、 宮之城町（大字柊野を除く）・山崎村・佐志村・鶴田村・求名村・永野村（現・さつま町） |
| 日置郡                      | 串木野町・市来町（現・いちき串木野市）、 日置村・吉利村・永吉村・伊作町（現・日置市）、 田布施村・阿多村（現・南さつま市） |
| 川辺郡                      | 川辺町・知覧町（大字郡の一部を除く）・勝目村（現・南九州市）、 枕崎町（現・枕崎市）、 西南方村（大字秋目を除く）・加世田町・万世村（現・南さつま市） |
| 揖宿郡                      | 指宿町・今和泉村（大字利永字上野を除く）・山川町（現・指宿市）、 喜入村（現・鹿児島市）、 頴娃村（大字上別府の一部に限る）（現・南九州市） |
| 笠沙電気 電灯・電力供給区域 | |
| 川辺郡                      | 笠沙村・西南方村（大字秋目に限る）（現・南さつま市） |

鹿児島県のうち離島部を除いた県本土において日本水電・笠沙電気の供給区域でない地域は、（当時の）鹿児島市内、鹿児島郡・囎唹郡・姶良郡・薩摩郡・日置郡の各一部、揖宿郡頴娃村の大部分とその周辺である。こうした供給区域外の地域は、鹿児島市と鹿児島郡・姶良郡・日置郡の各一部が鹿児島電気区域、姶良郡・薩摩郡の各一部が加治木電気区域、囎唹郡・姶良郡の各一部が球磨川電気区域で、さらに鹿児島郡吉田村と頴娃村にはそれぞれ村営の電気事業が存在した。

### ガス
1939年時点でのガス供給区域は、鹿児島市のみ。当時鹿児島県で唯一のガス事業であった。

## 発電所一覧
日本水電が運転していた発電所は、以下に示す水力発電所15か所、火力発電所2か所の合計17か所であった。
| 発電所名 | 種別 | 出力 (kW)     | 所在地・河川名                                            | 運転開始       | 備考                                                        |
| -------- | ---- | ------------- | --------------------------------------------------------- | -------------- | ----------------------------------------------------------- |
| 雄川     | 水力 | 3,000         | 肝属郡小根占村（現・南大隅町） （河川名：雄川）           | （1920年6月）  | 前所有者：南九州水力電気 現・九電雄川発電所                 |
| 花瀬川   | 水力 | 1,000         | 肝付郡田代村（現・錦江町） （河川名：雄川）               | （1921年9月）  | 前所有者：南九州水力電気 現・九電花瀬川発電所               |
| 古江     | 水力 | 100           | 肝属郡花岡村（現・鹿屋市） （河川名：高須川）             | （1915年8月）  | 前所有者：南九州水力電気 廃止済み                           |
| 谷田     | 水力 | 320           | 肝属郡高隈村（現・鹿屋市） （河川名：肝属川水系串良川）   | （1922年3月）  | 前所有者：高隈電気 現・九電谷田発電所                       |
| 本城川   | 水力 | 2,530 →3,000  | 肝属郡垂水町（現・垂水市） （河川名：本城川）             | 1926年3月      | 1931年出力変更 現・九電本城川発電所                         |
| 内之浦   | 水力 | 51            | 肝属郡内之浦町（現・肝付町） （河川名：水尻川）           | （1924年6月）  | 1931年11月自家用を譲受 1951年9月廃止                        |
| 水天淵   | 水力 | 1,300 →1,400  | 姶良郡霧島村（現・霧島市） （河川名：天降川）             | （1907年6月）  | 1928年5月自家用を譲受 1933年出力変更 現・九電水天淵発電所   |
| 新川     | 水力 | 600           | 姶良郡日当山村（現・霧島市） （河川名：天降川）           | 1941年5月      | 現・九電新川発電所                                          |
| 嘉例川   | 水力 | 85            | 姶良郡日当山村（現・霧島市） （河川名：天降川水系嘉例川） | 1941年12月     | 1956年2月新川発電所に統合                                   |
| 鶴田     | 水力 | 4,384 →4,400  | 薩摩郡鶴田村（現・さつま町） （河川名：川内川）           | 1924年11月     | 1937年出力変更 1964年6月廃止                                |
| 湯田     | 水力 | 1,200         | 薩摩郡宮之城町（現・さつま町） （河川名：川内川）         | （1921年8月）  | 前所有者：川内川電気 現・九電湯田発電所                     |
| 神子     | 水力 | 500           | 薩摩郡鶴田村（現・さつま町） （河川名：川内川）           | （1916年11月） | 前所有者：川内川電気 現・九電神子発電所                     |
| 大田     | 水力 | 250 →534      | 日置郡伊集院町（現・日置市） （河川名：神之川）           | （1908年10月） | 1928年5月自家用を譲受 現・九電大田発電所                    |
| 轟       | 水力 | 500           | 川辺郡川辺町（現・南九州市） （河川名：万之瀬川）         | （1922年3月）  | 前所有者：万瀬水力電気 1959年5月廃止                        |
| 川添     | 水力 | 191 →408 →600 | 川辺郡阿多村（現・南さつま市） （河川名：万之瀬川）       | （1914年1月）  | 前所有者：万瀬水力電気 1921年・1935年出力変更 1959年5月廃止 |
| 加世田   | 火力 | 500           | 川辺郡加世田町（現・南さつま市）                          | （1923年12月） | 前所有者：万瀬水力電気 1938年8月廃止許可                    |
| 川内     | 火力 | 3,300 →4,500  | 薩摩郡川内町（現・薩摩川内市）                            | 1935年10月     | 1959年8月廃止                                               |

上記発電所のうち、古江発電所（1941年以降の状況不詳）と廃止された加世田発電所を除く15発電所が日本水電から九州配電へ継承され、さらに1951年（昭和26年）以降は九州電力（九電）に引き継がれている。

## 本社・支店・営業所所在地
1940年（昭和15年）時点における本社・支店・営業所の所在地は以下の通り。
- 本社 ： 鹿児島市武町
  - 武への本社移転は1931年（昭和6年）[46]。このとき新築された本社ビルは鉄筋コンクリート構造3階建てで、ゴシック様式をアレンジした外観が特徴[46]。日本水電解散後は日本ガスが本社ビルとして使用している（現・中央町8番地2）[46]。
- 川内支店 ： 薩摩郡川内町向田町（現・薩摩川内市向田町）
- 加世田支店 ： 川辺郡加世田町（現・南さつま市）
- 鹿屋営業所 ： 肝属郡鹿屋町（現・鹿屋市）
- 国分営業所 ： 姶良郡国分町（現・霧島市）
- 大口営業所 ： 伊佐郡大口町（現・伊佐市）
- 出水営業所 ： 出水郡出水町（現・出水市）
- 指宿営業所 ： 揖宿郡指宿町（現・指宿市）

## 業績・供給成績推移表

### 業績
1924年度以降の期別業績の推移は以下の通り。決算期は毎年5月（上期）・11月（下期）の2回である。
| 年度   | 払込資本金 | 収入  | 支出  | 利益金 | 配当率 | 出典   |
| ------ | ---------- | ----- | ----- | ------ | ------ | ------ |
| 1924上 | 4,400      | 403   | 270   | 133    | 5.5%   | [ 2 ]  |
| 1924下 | 4,400      | 382   | 248   | 134    | 6.8%   | [ 2 ]  |
| 1925上 | 3,400      | 531   | 344   | 186    | 10.0%  | [ 2 ]  |
| 1925下 | 3,400      | 565   | 363   | 202    | 10.0%  | [ 2 ]  |
| 1926上 | 7,106      | 767   | 477   | 290    | 10.0%  | [ 2 ]  |
| 1926下 | 7,106      | 1,022 | 634   | 387    | 10.0%  | [ 2 ]  |
| 1927上 | 7,106      | 1,074 | 684   | 389    | 10.0%  | [ 47 ] |
| 1927下 | 7,106      | 1,108 | 771   | 397    | 10.0%  | [ 47 ] |
| 1928上 | 8,381      | 1,385 | 908   | 476    | 10.0%  | [ 47 ] |
| 1928下 | 8,381      | 1,500 | 1,025 | 475    | 10.0%  | [ 47 ] |
| 1929上 | 8,381      | 1,466 | 980   | 486    | 10.0%  | [ 47 ] |
| 1929下 | 8,381      | 1,559 | 1,085 | 474    | 10.0%  | [ 47 ] |
| 1930上 | 8,381      | 1,546 | 1,056 | 489    | 10.0%  | [ 47 ] |
| 1930下 | 8,381      | 1,560 | 1,114 | 446    | 10.0%  | [ 47 ] |
| 1931上 | 8,381      | 1,526 | 1,029 | 497    | 10.0%  | [ 47 ] |
| 1931下 | 8,381      | 1,533 | 1,063 | 470    | 10.0%  | [ 47 ] |
| 1932上 | 8,381      | 1,443 | 960   | 482    | 10.0%  | [ 47 ] |
| 1932下 | 8,381      | 1,517 | 1,024 | 493    | 10.0%  | [ 47 ] |
| 1933上 | 8,381      | 1,470 | 1,004 | 465    | 10.0%  | [ 47 ] |
| 1933下 | 8,381      | 1,555 | 1,067 | 488    | 10.0%  | [ 47 ] |
| 1934上 | 8,381      | 1,575 | 1,108 | 467    | 10.0%  | [ 47 ] |
| 1934下 | 9,740      | 1,632 | 1,132 | 499    | 9.0%   | [ 47 ] |
| 1935上 | 9,740      | 1,639 | 1,128 | 510    | 9.0%   | [ 47 ] |
| 1935下 | 9,740      | 1,735 | 1,209 | 525    | 9.0%   | [ 47 ] |
| 1936上 | 9,740      | 1,858 | 1,298 | 559    | 9.0%   | [ 47 ] |
| 1936下 | 12,305     | 1,919 | 1,206 | 713    | 9.0%   | [ 47 ] |
| 1937上 | 12,305     | 2,065 | 1,355 | 709    | 9.0%   | [ 47 ] |
| 1937下 | 12,305     | 2,077 | 1,353 | 724    | 9.0%   | [ 47 ] |
| 1938上 | 12,305     | 2,211 | 1,522 | 688    | 8.0%   | [ 47 ] |
| 1938下 | 12,305     | 2,289 | 1,618 | 671    | 8.0%   | [ 47 ] |
| 1939上 | 12,305     | 2,364 | 1,673 | 691    | 8.0%   | [ 48 ] |
| 1939下 | 12,305     | 2,488 | 1,711 | 776    | 8.0%   | [ 48 ] |
| 1940上 | 12,305     | 2,537 | 1,865 | 672    | 8.0%   | [ 49 ] |
| 1940下 | 14,870     | 2,472 | 1,727 | 745    | 8.0%   | [ 49 ] |
| 1941上 | 14,870     | 2,581 | 1,786 | 794    | 8.0%   | [ 1 ]  |
| 1941下 | 14,870     | 2,645 | 1,914 | 731    | 8.0%   | [ 1 ]  |

### 供給成績
1927年度から1938年度までの電気供給実績、および1935年度から1939年度までのガス供給実績の推移は以下の通り。
| 年度   | 取付電灯数 | 小口電力 （馬力） | 電熱その他 (kW) | 大口電力 (kW) | ガス販売量 (m³) | 出典          |
| ------ | ---------- | ----------------- | --------------- | ------------- | --------------- | ------------- |
| 1927上 | 134,543    | 3,661             | -               | 11,367        |                 | [ 47 ]        |
| 1927下 | 137,312    | 3,709             | 40              | 11,334        |                 | [ 47 ]        |
| 1928上 | 191,966    | 4,989             | 57              | 9,849         |                 | [ 47 ]        |
| 1928下 | 198,820    | 5,170             | 70              | 10,469        |                 | [ 47 ]        |
| 1929上 | 203,443    | 5,650             | 76              | 10,419        |                 | [ 47 ]        |
| 1929下 | 206,646    | 5,911             | 79              | 10,434        |                 | [ 47 ]        |
| 1930上 | 210,422    | 6,188             | 111             | 10,394        |                 | [ 47 ]        |
| 1930下 | 211,762    | 6,258             | 108             | 10,544        |                 | [ 47 ]        |
| 1931上 | 211,215    | 6,252             | 100             | 10,561        |                 | [ 47 ]        |
| 1931下 | 209,541    | 6,235             | 503             | 10,806        |                 | [ 47 ]        |
| 1932上 | 207,758    | 6,217             | 198             | 10,891        |                 | [ 47 ]        |
| 1932下 | 207,099    | 6,081             | 193             | 10,991        |                 | [ 47 ]        |
| 1933上 | 206,798    | 6,126             | 200             | 11,163        |                 | [ 47 ]        |
| 1933下 | 208,688    | 6,260             | 168             | 11,274        |                 | [ 47 ]        |
| 1934上 | 210,371    | 6,328             | 220             | 11,829        |                 | [ 47 ]        |
| 1934下 | 211,091    | 6,593             | 276             | 13,199        |                 | [ 47 ]        |
| 1935上 | 212,401    | 7,138             | 293             | 12,969        | 751,536         | [ 47 ] [ 50 ] |
| 1935下 | 215,359    | 7,348             | 359             | 13,159        | 714,827         | [ 47 ] [ 50 ] |
| 1936上 | 218,641    | 7,670             | 503             | 12,969        | 923,946         | [ 47 ] [ 51 ] |
| 1936下 | 222,167    | 8,354             | 537             | 13,459        | ?               | [ 47 ] [ 51 ] |
| 1937上 | 229,958    | 8,871             | 513             | 14,439        | 1,035,243       | [ 47 ] [ 52 ] |
| 1937下 | 231,996    | 9,417             | 574             | 14,529        | 908,273         | [ 47 ] [ 52 ] |
| 1938上 | 239,324    | 9,441             | 648             | 15,699        | 1,126,173       | [ 47 ] [ 53 ] |
| 1938下 | 239,374    | 10,417            | 678             | 19,795        | 929,994         | [ 47 ] [ 53 ] |
| 1939上 |            |                   |                 |               | 1,084,069       | [ 48 ]        |
| 1939下 |            |                   |                 |               | 950,903         | [ 48 ]        |